# Bebida de cola

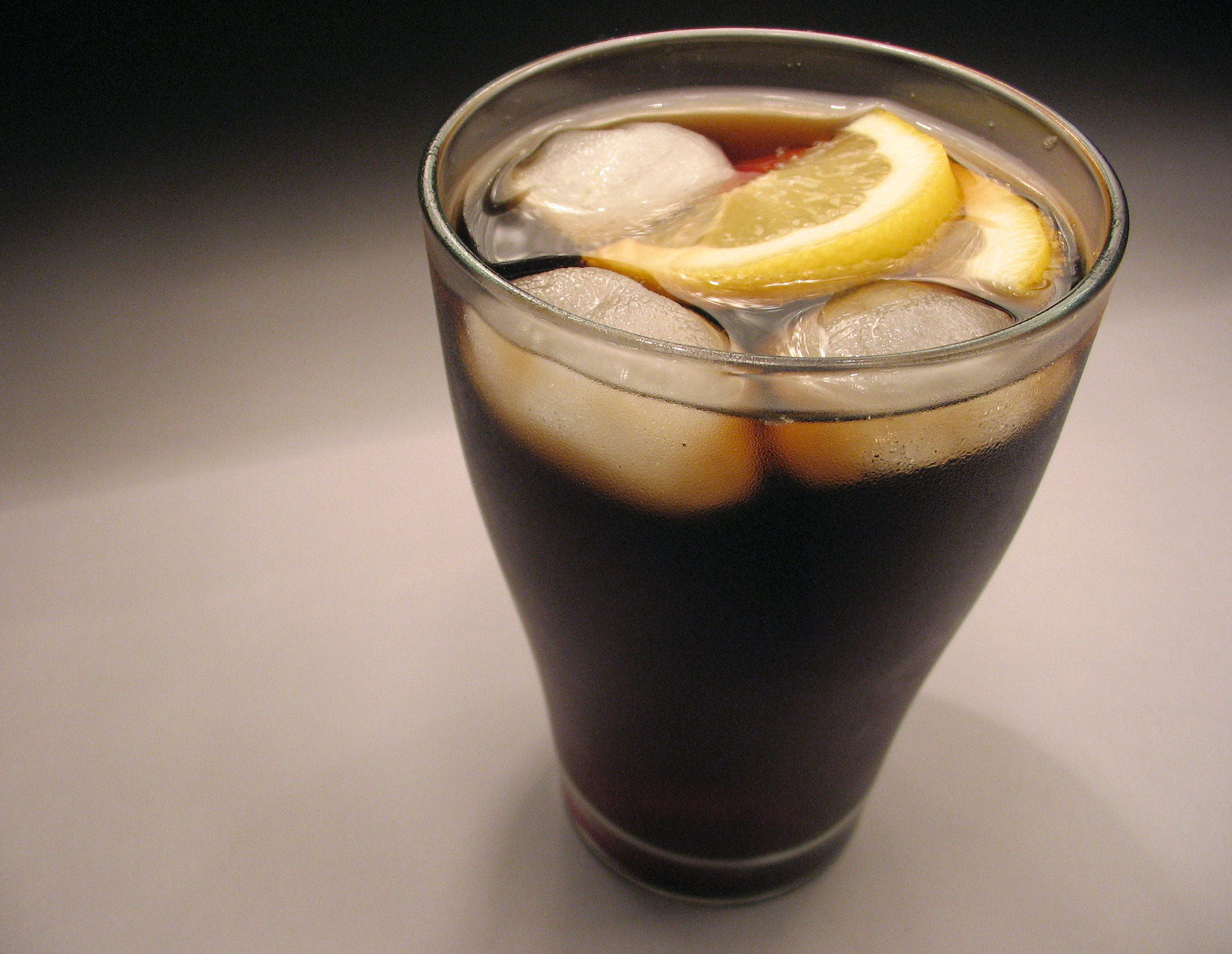
Copo de Cola com limão

Cola é uma bebida carbonatada doce (denominada refrigerante ou gasosa), normalmente com corante de caramelo contendo cafeína.
O sabor do refrigerante muitas vezes se dá pela mistura de baunilha, canela e sabores cítricos. O nome vem da noz-de-cola, que originalmente é usada para obter a cafeína.
Bebidas de cola podem ser adoçadas com açúcar, xarope de milho ou um adoçante dependendo do produto e da marca. Existem também bebidas de cola sem cafeína.
As maiores marcas de cola incluem Coca-Cola, Pepsi, Virgin Cola, Royal Crown e vários outros produtores locais. Entre as colas, a marca alemã Afri-Cola continha a maior concentração de cafeína (aproximadamente 250 mg/L) até o seu relançamento com uma nova formulação em 1999, e novamente modificado em abril de 2006. Thums Up é uma marca popular de cola na Índia. Inca Kola é outra marca que é comercializada em muitos países pela Coca-Cola Company; aliás sendo esta a maior marca em alguns países da América do Sul. TuKola e Tropicola são outras marcas de Cuba; Cuba Cola é uma outra marca sueca. Star Cola é uma marca comercializada na Faixa de Gaza e na Palestina pela Mecca-Cola e pela Zam Zam Cola.
Carbonatadas, as colas são ácidas (o ácido carbônico é formado quando o dióxido de carbono é dissolvido na água), e também podem reagir violentamente com bases, como fermento em pó. Muitas colas também contém ácido fosfórico, que promove o aumento da acidez. Mentos e muitos pós cristalizados, como açúcar e sal, podem efervescer por causa do dióxido de carbono diluído na solução. O gelo seco auxilia na adição do dióxido de carbono e pode forçar que o dióxido de carbono presente na bebida saia da solução.